# Planeta nan
|  | No s'ha de confondre amb Planeta menor. |

Un planeta nan és un objecte de massa planetària que gira directament al voltant del Sol i té prou massa perquè les forces gravitatòries li facin adoptar una forma en equilibri hidroestàtic, generalment un esferoide, però que no ha estat capaç d'escombrar altres objectes comparables de l'entorn de la seva òrbita. El prototip de planeta nan és Plutó.
Segons aquesta definició, Plutó es deixà de considerar un planeta -tal com es feu històricament- per esdevenir un planeta nan, perquè compleix la quarta característica: no ha esvaït els seus veïnats de la seva òrbita (el Cinturó de Kuiper) i fou rebatejat com a (134340) Plutó. Alhora, Ceres ascendí a la categoria de planeta nan, ja que abans era considerat un asteroide, i de la mateixa manera, ho fou Eris, conegut anteriorment com a Xena (de manera informal) o per la seva designació provisional 2003 UB313.

## Llista de planetes nans
La UAI definí inicialment tres cossos celestes que quedaren immediatament dins la classe dels «planetes nans»: Plutó, Ceres i Eris. El juliol del 2008, la llista s'amplià amb un nou integrant, Makemake i al setembre se n'hi afegí un altre, Haumea.
| Nom                                        | Ceres                     | Plutó                                 | Eris                                 | Makemake          | Haumea            |
| ------------------------------------------ | ------------------------- | ------------------------------------- | ------------------------------------ | ----------------- | ----------------- |
| Imatge                                     | Ceres                     | Plutó                                 | Eris                                 | Makemake          | Haumea            |
| Número del MPC                             | 1                         | 134340                                | 136199                               | 136472            | 136108            |
| Regió del sistema solar                    | Cinturó d'asteroides      | Cinturó de Kuiper                     | Disc dispers                         | Cinturó de Kuiper | Cinturó de Kuiper |
| Diàmetre (en km)                           | 975×909                   | 2306 ± 20                             | 2400 ± 100                           | 1300–1900         | ~ 1400            |
| Massa (en kg) comparada amb la de la Terra | 9,5×1020 0,00016          | ~ 1,305×1022 0,0022                   | ~ 1,5×1022(aprox.)                   | ~ 4 × 1021        | 4,2 ± 0,1 × 1021  |
| Radi equatorial mitjà* en km               | 0,0738 471                | 0,180 1,148.07                        | 0,19 ~ 1,200                         | 750 ± 200         |                   |
| Volum*                                     | 0,00042                   | 0,005                                 | 0,007                                |                   |                   |
| Densitat (en kg/m³)                        | 2,08                      | 2,0                                   |                                      |                   |                   |
| Gravetat a l'equador (en m/s²)             | 0,27                      | 0,60                                  |                                      |                   |                   |
| Velocitat d'escapament (en km/s)           | 0,51                      | 1,2                                   |                                      |                   |                   |
| Període de rotació (en dies siderals)      | 0,3781                    | -6,38718 (retrògrad)                  |                                      |                   |                   |
| Radi orbital* (ua) mitjana en km           | 2,5-2,9 2,766 413 715 000 | 29,66-49,30 39,48168677 5 906 376 200 | 37,77 - 97,56 67,6681 10 210 000 000 | 38,509-53,074     |                   |
| Període orbital* (en anys siderals)        | 4,599                     | 248,09                                | 557                                  | 309,88            | 285               |
| Velocitat mitjana de l'òrbita (en km/s)    | 17,882                    | 4,7490                                | 3,436                                | 4,419             |                   |
| Excentricitat de l'òrbita                  | 0,080                     | 0,24880766                            | 0,44177                              | 0,159             |                   |
| Inclinació de l'òrbita                     | 10,587°                   | 17,14175°                             | 44,187°                              | 28,96º            | 28,19°            |
| Inclinació de l'equador des de l'òrbita    | 4°                        | 119,61°                               |                                      |                   |                   |
| Temperatura superficial mitjana (en K)     | 167                       | 40                                    | 30                                   | 30-35             |                   |
| Nombre de satèl·lits naturals              | 0                         | 2 + planeta binari                    | 1                                    | 0                 | 2                 |

També es pot parlar de molts potencials «planetes nans», que es creu que poden ser majors d'uns 600 a 800 quilòmetres de diàmetre; alguns d'aquests candidats són:
| Nom                         | Categoria                | Diàmetre       | Massa               |
| --------------------------- | ------------------------ | -------------- | ------------------- |
| Orc                         | Plutí                    | 840 – 1880 km  | 6,2 - 7,0 × 1020 kg |
| Sedna                       | objecte del disc dispers | 1180–1800 km   | 1,7-6,1 × 1021 kg   |
| Quaoar                      | Kuiperià                 | 989 - 1346? km | 1,0-2,6 × 1021 kg   |
| Caront (satèl·lit de Plutó) | Plutí                    | 1207 km ± 3 km | (1,52±0,06)×1021 kg |
| 2002 TC302                  | Objecte del disc dispers | ≤ 1200 km      | desconegut          |
| Varuna                      | Kuiperià                 | ~ 936 km       | ~ 5,9 × 1020 kg     |
| 2002 UX25                   | Kuiperià                 | ~ 910 km       | ~ 7,9 × 1020 kg     |
| 2002 TX300                  | Kuiperià                 | <900 km        | desconegut          |
| Ixió                        | Plutí                    | <822 km        | desconegut          |
| Aya                         | Kuiperià                 | 700±50 km      | desconegut          |

L'estatus de Caront, vist ordinàriament com un satèl·lit de Plutó, roman en la incertesa, perquè actualment no hi ha una definició clara que distingeixi un planeta amb el seu satèl·lit d'un sistema planetari doble. L'esborrany original de resolució (5) presentada a la UAI estableix que Caront podria ser considerat un planeta, pels següents motius:
1. Caront, independentment, podria satisfer el criteri de classe i forma per a l'estatus de planeta (i en els termes de la resolució final, per a l'estatus de planeta nan).
2. Caront, a causa de la seva massa relativa respecte de Plutó, gira amb Plutó entorn del baricentre comú localitzat a l'espai entre Plutó i Caront, quasi arran de Plutó.

La definició, sigui com sigui, no ha estat conservada en la resolució final de la UAI, i es prendrà en una data futura. Si una definició similar fos adoptada, Caront s'afegiria a la llista de planetes nans.
El segon, tercer i quart asteroides (Vesta, Pal·les i Higiea), se'ls pot classificar com a planetes nans, tal com es descriu.

## Grandària i massa de planetes nans

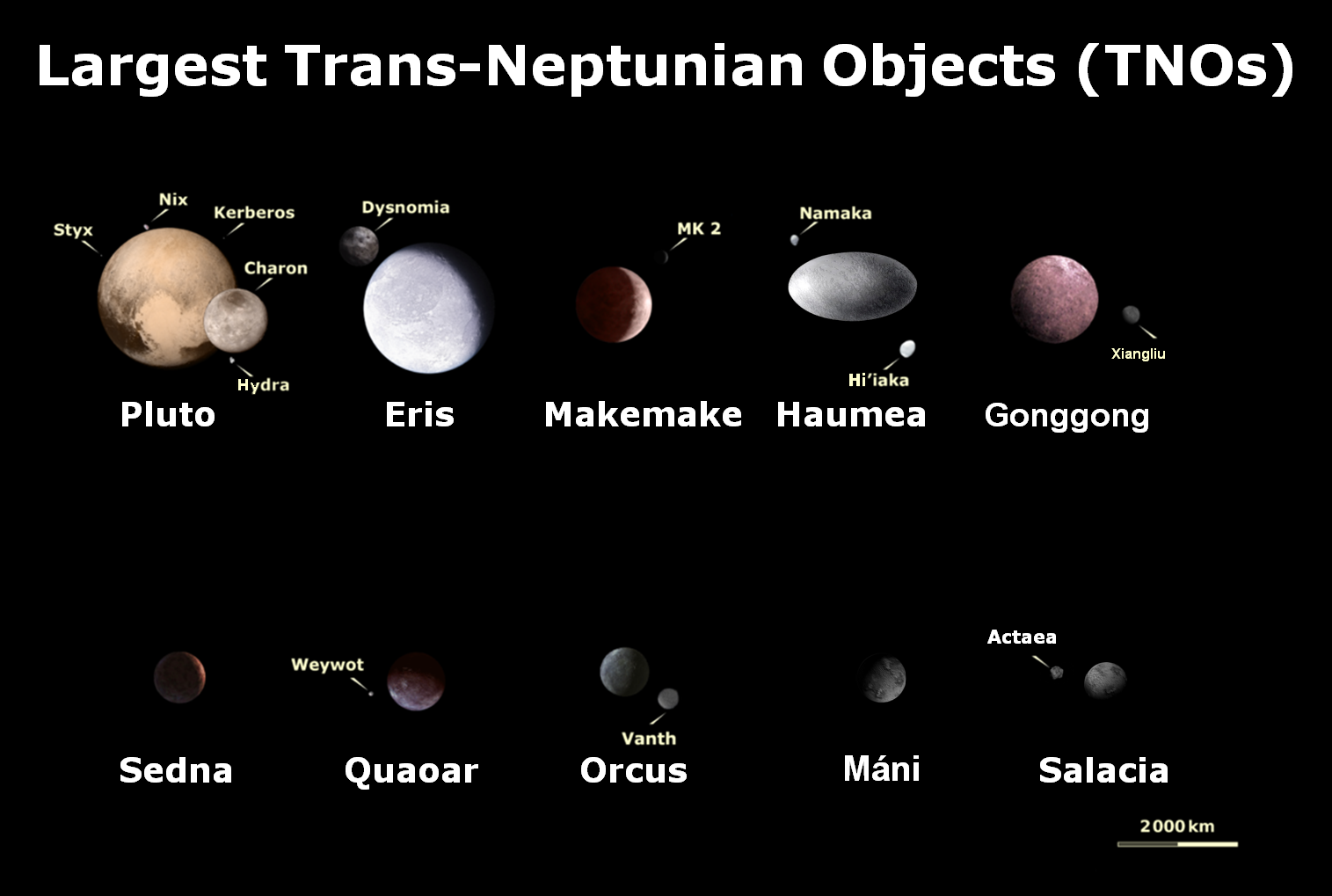
Comparativa de mides. Aquesta imatge no està actualitzada, ja que se sap que el diàmetre de Plutó és més gran al que diu la mateixa.

Els límits màxims i mínims de la mida i de la massa dels planetes nans no estan especificats a la resolució 5A de la UAI. No hi ha estrictament límit màxim, i un objecte de major diàmetre o de més massa que Mercuri que es consideri tingui «clarament veïns al voltant de la seva òrbita» pot ser classificat com a planeta nan.
El límit mínim està determinat pel concepte de l'equilibri hidroestàtic de la forma, però la mida o la massa a què un objecte adquireix la seva massa no està definit, i observacions empíriques suggereixen que pot variar d'acord amb la composició i la història de l'objecte. L'esborrany original de la resolució 5 de la UAI definia la forma en equilibri hidroestàtic com l'aplicació «a objectes amb massa sobre de 5 x 1020 kg i diàmetre major de 800 km», però això no va ser conservat a la resolució 5A final que va ser aprovada. D'aquesta manera, la UAI evita posar límits arbitraris sense fonament i decideix basar-se en proves observacionals.

## Domini orbital
Els astrònoms S. Alan Stern, Harold F. Levison, Steven Soter i altres han discutit sobre la distinció entre els planetes nans i els planetes clàssics basada que aquests últims hagin «netejat el veïnatge de la seva òrbita»; és a dir, hagin eliminat altres cossos més petits del seu entorn mitjançant col·lisions, captures o interferències a la seva òrbita. Aquest concepte es combina amb el de dominància de l'òrbita, mesurat mitjançant el discriminant planetari (µ) com la raó entre la massa d'un planeta i la suma de les masses de tots els seus objectes propers. Els planetes nans no tenen prou massa per alterar significativament el seu voltant com ho fa un planeta.
Hi ha moltes altres teories que intenten diferenciar entre planetes (clàssics) i planetes nans, però la definició actual de planeta utilitza aquest concepte.
Stern introdueix un paràmetre, Λ, que expressa la probabilitat que una trobada doni com a resultat la desviació de l'òrbita. El valor d'aquest paràmetre és, segons Stern, proporcional al quadrat de la massa i inversament proporcional al període. Segons els autors, aquest valor es pot utilitzar per estimar la capacitat d'un cos celeste de netejar la seva òrbita d'altres cossos menors. Stern i Levison van trobar un buit de cinc ordres de magnitud en Λ entre els planetes rocosos més petits, els asteroides i els objectes del cinturó de Kuiper més grans:
| Discriminants planetaris | Discriminants planetaris | Discriminants planetaris | Discriminants planetaris |
| Cos                      | Massa/MT                 | Λ/ΛT                     | µ*                       |
| ------------------------ | ------------------------ | ------------------------ | ------------------------ |
| Mercuri                  | 0,055                    | 0,0126                   | 9,14×104                 |
| Venus                    | 0,815                    | 1,08                     | 1,35×106                 |
| Terra                    | 1,00                     | 1,00                     | 1,7×106                  |
| Mart                     | 0,107                    | 0,0061                   | 1,8×105                  |
| Júpiter                  | 317,7                    | 8510                     | 6,25×105                 |
| Saturn                   | 95,2                     | 308                      | 1,9×105                  |
| Urà                      | 14,5                     | 2,51                     | 2,9×104                  |
| Neptú                    | 17,1                     | 1,79                     | 2,4×104                  |
| Ceres                    | 0,00015                  | 8,7×10-9                 | 0,33                     |
| Plutó                    | 0,0022                   | 1,95×10-8                | 0,077                    |
| Eris                     | 0,005                    | 3,5×10-8                 | 0,10                     |
| Makemake                 | 0,000 67                 | 1,45×10-9                | 0,02                     |
| Haumea                   | 0,000 67                 | 1,72×10-9                | 0,02                     |

*µ = M/m, on M és la massa del cos i m és la suma de les masses de tots els cossos més petits amb què comparteix la seva zona orbital